# 84m² (film)
84m² (84제곱미터?, 84 jegopmiteoLR) è un film del 2025 diretto da Kim Tae-joon e Sharon S. Park.

## Trama
Dopo tanti sacrifici Noh Woo-sung riesce finalmente a comprare un appartamento di 84m², in Corea del Sud un grande obiettivo. Ma il suo sogno si trasformerà in un incubo quando comincerà a sentire strani rumori, vicini molto ostili e segreti spaventosi all'interno dello stabile.

## Distribuzione
Il film è stato distribuito sulla piattaforma Netflix il 18 luglio 2025.